# Gandavum Dry Hopping

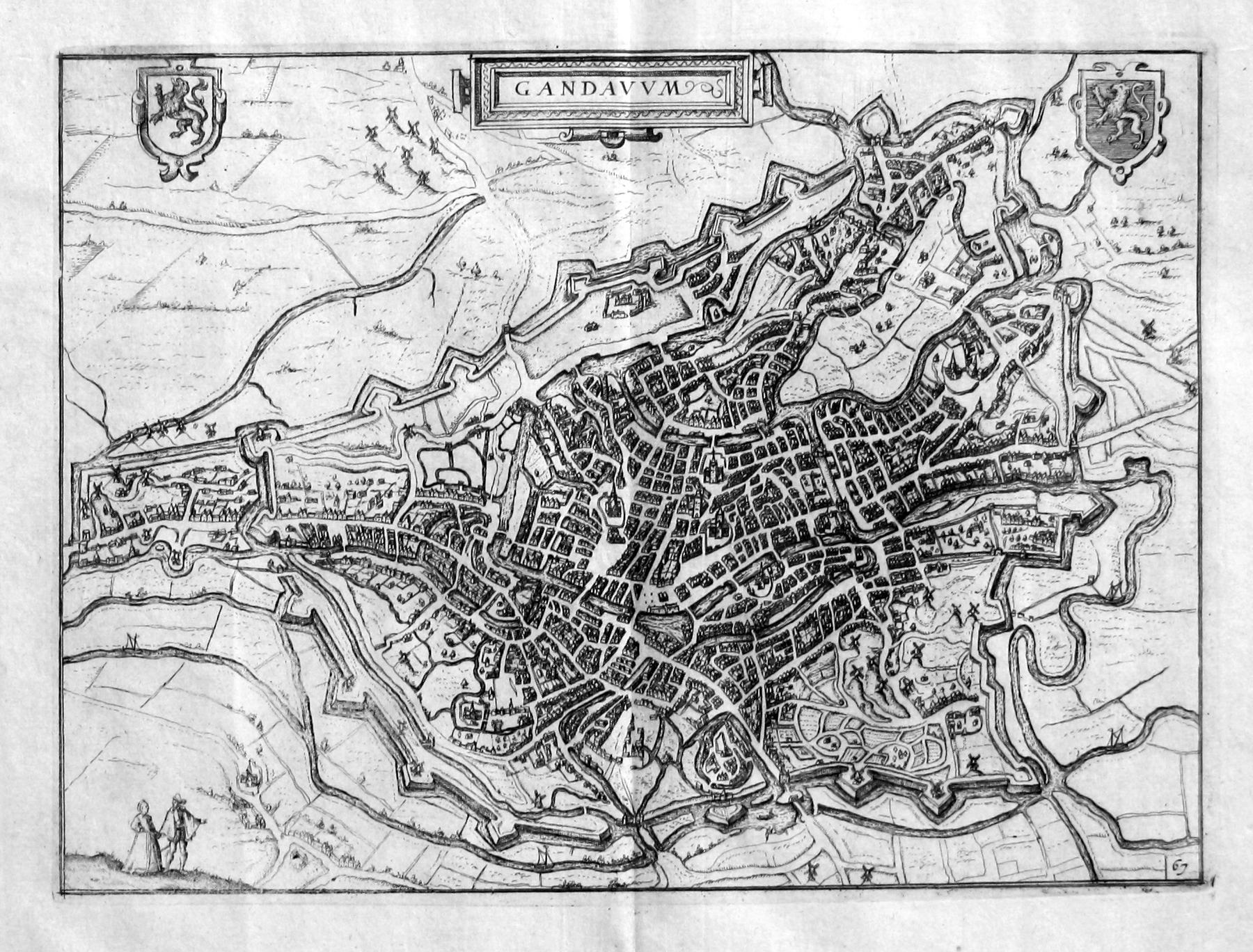
Kaart van Gandavum (Gent) uit 1625 door Lodovico Guicciardini

Gandavum Dry Hopping is een Belgisch bier van hoge gisting.
Het bier wordt sinds 2005 gebrouwen in De Proefbrouwerij te Hijfte in opdracht van Het Waterhuis aan de Bierkant te Gent. Het is een goudblond bier met een alcoholpercentage van 7,5%. Het bier wordt gebrouwen met twee hopsoorten, Tomahawk & Willamette. De laatste wordt gebruikt voor de dry-hopping.
De naam Gent zou afkomstig zijn van de Keltische waternaam Gond, verbasterd naar het Germaanse Gand, waarvan het Latijnse Gandavum is afgeleid.